# 珍珠贝
鶯蛤（学名：Pteria margaritifera），又名珍珠貝，为真珍蛤科真珠蛤属的动物。在中国大陆，分布于广东、海南、西沙群岛等地，生活环境为海水，多生活于潮间带下部浅海岩石或珊瑚礁上。